# Grasdale
Grasdale, auch Grastle oder gälisch Ghrasdail ist eine aufgegebene Siedlung auf der schottischen Hebrideninsel Islay. Grasdale befand sich etwa 500 m entfernt von der Nordwestküste der Halbinsel Oa an den Hängen des Hügels Cnoc Mòr Ghrasdail. Etwa 300 m südlich befand sich das heute ebenfalls verlassene Tockmal; jeweils 1,5 km östlich beziehungsweise nordöstlich Frachdale beziehungsweise Kintra. Südlich des Siedlungsgebietes zwischen Grasdale und Tockmal verläuft ein Bach, der sich wenige hundert Meter weiter westlich in den Atlantischen Ozean ergießt. Die Ortschaft war über einen Weg aus Frachdale zu erreichen, der im weiteren Verlauf über Kintra nach Port Ellen führt.

## Geschichte
Im Jahre 1841 wurden in Grasdale noch 54 Personen gezählt, die sich auf neun Familien aufteilten. Hiervon waren jeweils 27 weiblichen und männlichen Geschlechts. 1851 hatte sich die Einwohnerzahl bereits auf 34 reduziert. 1882 wurden die Gebäude in Grasdale bereits als unbedacht beschrieben, was für eine Aufgabe der Ortschaft vor diesem Datum spricht. Anhand der Gebäudereste wird deren Entstehungszeitpunkt auf das 18. oder 19. Jahrhundert geschätzt.
1959 wurde ein Stehender Stein in Grasdale erwähnt, der sich im umfriedeten Bereich eines Hofes befindet. Der einen Meter hohe Stein mit einer Grundfläche von 90 × 40 cm2 wurde auf Grund seiner glatten, bearbeiteten Oberfläche als wertvolles Exemplar beschrieben. Bei einer zweiten Untersuchung im Jahre 1979 wurde bezweifelt, dass der Stein historisch relevant ist, und die Möglichkeit ins Auge gefasst, dass es sich lediglich um einen Mahlstein aus neuerer Zeit handelt.